# Erromenus marginatus
Erromenus marginatus là một loài tò vò trong họ Ichneumonidae.